# اقتصاد دفاع
اقتصاد دفاع یا اقتصاد دفاعی (به انگلیسی:economics of defense یا defense economics) زیر شاخه ای از اقتصاد است که کاربرد نظریه اقتصادی در مسائل دفاع نظامی را شامل می‌شود. اقتصاد دفاع یک رشته نسبتاً جدید است. یک کار تخصصی اولیه در این زمینه، گزارش رند کورپوریشن با نام اقتصاد دفاع در عصر هسته‌ای نوشته چارلز جی. هیچ و رولند مک کین است (در سال  ۱۹۶۰ میلادی منتشر شد و همچنین به صورت کتاب نیز منتشر شده‌است. ). اقتصاد دفاع یک حوزه اقتصادی است که مدیریت بودجه دولت و مخارج آن را در دوران و زمان عمدتاً جنگ و همچنین در زمان صلح و پیامدهای آن بر رشد اقتصادی مطالعه می‌کند. اقتصاد دفاع از ابزارهای اقتصاد کلان و خرد مانند نظریه بازی، آمار مقایسه‌ای- تطبیقی، نظریه رشد اقتصادی و اقتصادسنجی استفاده می‌کند. این رشته پیوندهای قوی با زیر شاخه‌های دیگر اقتصاد مانند مالیه عمومی، اقتصاد سازمان‌های صنعتی، اقتصاد بین‌الملل، اقتصاد کار و اقتصاد رشد دارد.

## تاریخچه
ریشه‌های این علم را می‌توان در دهه ۱۹۲۰ میلادی ردیابی کرد. در این زمان کتاب اقتصاد سیاسی جنگ توسط آرتور پیگو منتشر شد. گام بزرگ رو به جلو بعدی را به چارلز جی. هیچ و رولند مک کین و کار آنها به نام اقتصاد دفاع در عصر هسته ای منتشر شده در ۱۹۶۰ میلادی نسبت می‌دهند. مشارکت و کمک بزرگی به این موضوع در سال ۱۹۷۶ میلادی هنگامی که اقتصاددان بریتانیایی جی. کندی کتاب خود را به نام اقتصاد دفاع منتشر کرد، انجام شد. با این حال، اهمیت این رشته به ویژه در اواخر دهه ۱۹۸۰ میلادی و اوایل دهه ۱۹۹۰ میلادی و به دلیل بی‌ثباتی سیاسی ناشی از فروپاشی اتحاد جماهیر شوروی و آزادی اروپای شرقی افزایش یافت. این وقایع منجر به انتشار یک نمای کلی پیچیده از وضعیت فعلی این حوزه در سال ۱۹۹۵ میلادی توسط تاد سندلر و کیت هارتلی در کتابی به نام راهنمای اقتصاد دفاع شد.

## ادبیات علمی
- Keupp, Marcus Matthias (2021). Defense economics: An institutional perspective. Springer. شابک ‎۹۷۸−۳−۰۳۰−۷۳۸۱۵−۰ISBN 978-3-030-73815-0.
- Hitch, Charles J. ; McKean, Roland N. (1960). The Economics of Defense in the Nuclear Age. Harvard University Press. شابک ‎۹۷۸−۰−۶۷۴−۸۶۵۸۸−۴ISBN 978-0-674-86588-4.
- Hartley, Keith; Sandler, Todd (Ed.) (1995). Handbook in Defense Economics, Defense Economics in the post-cold war era. Volume 1. North Holland. شابک ‎۹۷۸−۰−۴۴۴−۸۱۸۸۷−۴ISBN 978-0-444-81887-4.
- Hartley, Keith; Sandler, Todd (Ed.) (2007). Handbook in Defense Economics, Defense in a globalized World. Volume 2. North Holland. شابک ‎۹۷۸−۰−۴۴۴−۵۱۹۱۰−۸ISBN 978-0-444-51910-8.